# Gerardo Valenzuela
Gerardo Valenzuela (Boca Raton, 28 settembre 2004) è un calciatore statunitense, centrocampista del FC Cincinnati.

## Carriera
Valenzuela è cresciuto nel settore giovanile dell'Inter Miami, che ha lasciato nell'estate del 2020 per firmare con il FC Cincinnati. Ha debuttato con la squadra riserve il 27 marzo 2022 nell'incontro di MLS Next Pro perso 2-0 contro il Philadelphia Union II ed il 1º maggio ha segnato il suo primo gol contro il Toronto FC II.
Il 27 maggio 2023 ha firmato il suo primo contratto professionistico ed è stato promosso in prima squadra. Ha debuttato il 22 giugno nell'incontro di MLS vinto 3-0 contro il Toronto FC. Ha segnato il suo primo gol il 29 febbraio 2024 contro il Cavalier in CONCACAF Champions Cup e si è ripetuto il 7 luglio seguente contro l'Inter Miami in MLS.

## Statistiche

### Presenze e reti nei club
Statistiche aggiornate al 14 luglio 2024.
| Stagione        | Squadra             | Campionato      | Campionato | Campionato | Coppe nazionali | Coppe nazionali | Coppe nazionali | Coppe continentali | Coppe continentali | Coppe continentali | Altre coppe | Altre coppe | Altre coppe | Totale | Totale | Totale |
| Stagione        | Squadra             | Comp            | Pres       | Reti       | Comp            | Pres            | Reti            | Comp               | Pres               | Reti               | Comp        | Pres        | Reti        | Pres   | Reti   |        |
| --------------- | ------------------- | --------------- | ---------- | ---------- | --------------- | --------------- | --------------- | ------------------ | ------------------ | ------------------ | ----------- | ----------- | ----------- | ------ | ------ | ------ |
| 2022            | FC Cincinnati 2     | MNP             | 16         | 1          |                 | -               | -               |                    | -                  | -                  |             | -           | -           | 16     | 1      |        |
| 2023            | FC Cincinnati 2     | MNP             | 16         | 3          |                 | -               | -               |                    | -                  | -                  |             | -           | -           | 16     | 3      |        |
| 2024            | FC Cincinnati 2     | MNP             | 2          | 3          |                 | -               | -               |                    | -                  | -                  |             | -           | -           | 2      | 3      |        |
| 2023            | Vancouver Whitecaps | MLS             | 2          | 0          | USCup           | 0               | 0               |                    | -                  | -                  | LC          | 0           | 0           | 2      | 0      |        |
| 2024            | Vancouver Whitecaps | MLS             | 23         | 1          | USCup           | 0               | 0               | CCC                | 4                  | 1                  | LC          | 0           | 0           | 27     | 2      |        |
| Totale carriera | Totale carriera     | Totale carriera | 59         | 8          |                 | 0               | 0               |                    | 4                  | 1                  |             | 0           | 0           | 63     | 9      |        |